# Ignacio de la Pezuela
Ignacio de la Pezuela y Sánchez (Entrambasaguas, 1 de febrero de 1764-Madrid, 11 de noviembre de 1850) fue un político español.  

## Biografía
Jurista ilustrado santanderino, ejerció, durante la Guerra de la Independencia un importante papel en Junta Suprema Central siendo secretario del Despacho de Gracia y Justicia entre agosto de 1811 y junio de 1812 y secretario de estado con carácter interino entre mayo y septiembre de 1812. En el reinado de Isabel II fue Senador vitalicio. 
Pezuela nació y se crio en el seno de una familia de la nobleza con raíces militares. Su padre fue Juan Manuel de la Pezuela y Muñoz, que también nació en Entrambasaguas, el 3 de marzo de 1733. Fue militar de profesión y alcanzó el grado de teniente de las Reales Guardias Españolas. Juan Manuel de la Pezuela y Muñoz fue declarado noble e ingresó en la Orden de Santiago en 1755. Su madre, Mariana Sánchez Capay, nació en Mataró (Barcelona). Tuvieron cuatro hijos: Juan Manuel, Joaquín, Ignacio y José. 
Pezuela finalizó sus estudios universitarios en Letras y se incorporó al Seminario Conciliar de Cuenca en 1790, donde ejerció de catedrático en varias Facultades durante quince años. Fue nombrado comisario regio para la venta de bienes eclesiásticos en los arzobispados de Segovia y Santiago de Compostela el 5 de agosto de 1805. En 1807, contrajo matrimonio con María de los Remedios Lobo Bermuda en la iglesia de San Ildefonso, en Madrid. En 1808, se encontraba en Santiago de Compostela para la venta de bienes eclesiásticos y fue nombrado vocal de la junta de defensa, y vocal de hacienda unos meses después. El 17 de enero de 1809, huyó a Inglaterra junto a su mujer ante el riesgo de caer en manos francesas. 
Dos meses después, regresó a España con ayuda del Duque de Veragua. La Junta Central lo destinó a Granada labor que abandonó en enero de 1810 ante la presencia de tropas francesas. Se sumó al Ejército del Centro y se trasladó a Alicante. Unos meses después, volvió a Cádiz, donde fue nombrado vocal de la Junta de Hacienda. 
En 1811, el Consejo de Regencia le cedió la secretaría de Gracia y Justicia y, el 19 de marzo de 1812 llevó la nueva Constitución hasta el Consejo de Regencia. El 12 de mayo de ese mismo año comenzó a dirigir la secretaría de Estado, tras la dimisión de Pizarro. El 20 de septiembre de 1812, fue nombrado ministro plenipotenciario en Lisboa. Finalmente, volvió a Madrid en junio de 1814, con motivo de la restauración de Fernando VII como Rey absoluto.